# Teremia Mare
Teremia Mare (en hongrois : Máriafölde, en allemand : Marienfeld) est une commune du județ de Timiș en Roumanie.